# Дубецкое (Смоленская область)
Дубецкое — деревня в Сычёвском районе Смоленской области России. Входит в состав Суторминского сельского поселения. Население — 4 жителя (2007 год). 
Расположена в северо-восточной части области в 18 км к юго-востоку от Сычёвки, в 17 км восточнее автодороги Р134 «Старая Смоленская дорога» Смоленск — Дорогобуж — Вязьма — Зубцов, на берегу реки Касня. В 13 км западнее деревни расположена железнодорожная станция Вазуза на линии Вязьма — Ржев. 

## История
В годы Великой Отечественной войны деревня была оккупирована гитлеровскими войсками в октябре 1941 года, освобождена в марте 1943 года.
Деревня Дубецкое — родина Героя Советского Союза, лётчика-штурмовика Николая Яковлевича Яковлева (1921—1993).